# Cosenza Calcio 1914 2008-2009
Questa voce raccoglie le informazioni riguardanti il Cosenza Calcio 1914 nelle competizioni ufficiali della stagione 2008-2009.

## Stagione

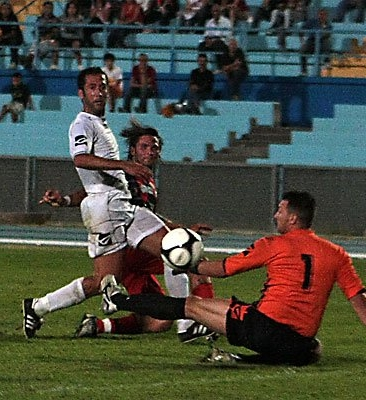
Cosenza - Savoia 3-1

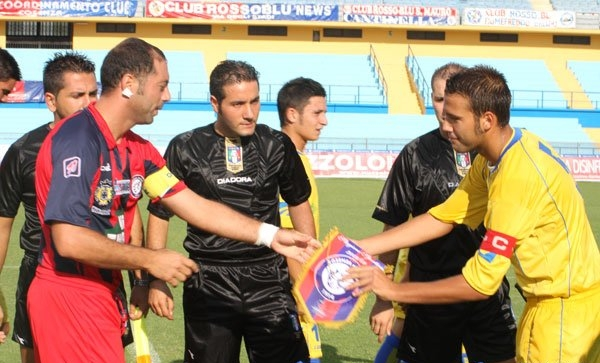
Cosenza - Scafatese 5-0

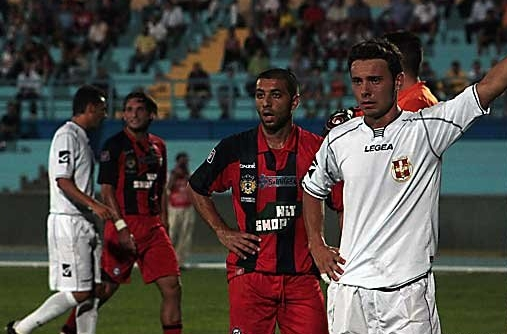
Cosenza - Savoia, Coppa Italia Lega Pro 2008-2009

Dopo aver disputato il girone in Coppa Italia (il Cosenza si classifica primo e passa il turno lasciandosi alle spalle Paganese, Potenza, Scafatese e Savoia), si gioca il 31 agosto la prima giornata di campionato. L'avversario è il ripescato Barletta con i silani che si impongono per 1-0 (gol di Galantucci su rigore). Il Cosenza nelle due giornate successive è atteso da due derby, uno con la Vibonese e uno con la Vigor Lamezia, entrambi disputati a porte chiuse. I Lupi vincono sia a Vibo (2-1), dopo essere stati in svantaggio fino a 5' dal termine, sia in casa con la Vigor (1-0) grazie a un gol di Galantucci. La squadra continua la sua striscia vincente a Manfredonia (1-0, Cantoro), a Isola Liri (1-0, Occhiuzzi) e in casa con la Val Di Sangro (2-0 con doppietta di Galantucci), interrompendola nella trasferta di Noicattaro, dove arriverà la prima sconfitta (1-0). La squadra reagisce e ritorna alla vittoria al San Vito contro i Campioni d'Italia dell'Aversa Normanna (2-1) in un incontro che fa registrare i primi due gol in campionato di Polani. I silani, sette giorni dopo, incassano il secondo ko stagionale contro l'inseguitrice Gela grazie a un gol di Battisti. Seguono due partite casalinghe contro Scafatese e Igea Virtus, entrambe vinte. Poi tre giornate di campionato, in cui il Cosenza ottiene due pareggi per 1-1 (ad Andria e in casa col Monopoli) e una vittoria (2-0 a Cassino). Arriva così, dopo 18 anni, il derby Cosenza-Catanzaro, che si affrontano rispettivamente come capolista e vice-capolista. La partita dell'8 dicembre 2008, trasmessa in diretta su Rai Sport Più è disputata con il sostegno di circa 15.000 tifosi di fede rossoblù e termina 0-0. L'ultima trasferta del girone d'andata, a Melfi, si chiude con il Cosenza vittorioso in rimonta grazie alle reti di Braca e Polani. L'ultima partita del girone di andata vede il Cosenza ottenere un pareggio casalingo (1-1) contro il Pescina, giunto proprio nei minuti finali grazie a un rigore trasformato da Cantoro. Il girone di ritorno si apre con una vittoria sul campo del Barletta, grazie alle giocate dei nuovi acquisti: Ramora fa assist e Mortelliti segna il gol vittoria. I Lupi al San Vito si impogono anche nel derby contro la Vibonese grazie ai gol di Battisti e Mortelliti. La settimana successiva c'è trasferta vietata per gli ultras cosentini Vigor Lamezia-Cosenza, che viene giocata in un campo fangoso causa forte pioggia: a spuntarla è la squadra rossoblù che vince 2-0 grazie alle reti di Mortelliti e Catania. Nella stessa giornata il Gela perde e il Catanzaro si blocca a Cassino, permettendo al Cosenza di allungare a +6. Dopo il successo casalingo (2-0) sul Manfredonia (gol di Mortelliti e Bernardi), il Cosenza al San Vito non riesce a piegare la resistenza dell'Isola Liri terminando la partita in parità (0-0). Sette giorni dopo arriva una sconfitta (1-0) sul campo del Val di Sangro, per poi ritrovare la vittoria (3-1) nell'incontro casalingo contro il Noicattaro e nella trasferta di Aversa (2-0). Determinante è la gara casalinga contro il Gela (secondo in classifica) dove il Cosenza vince per 3-0 grazie ai gol di Polani, Danti e Battisti. Con questo successo la capolista ipoteca la promozione: il vantaggio accumulato sulle immediate inseguitrici arriva a essere di 12 lunghezze. Nella parte conclusiva del campionato il Cosenza rallenta la propria marcia, ottenendo qualche pareggio (tre 0-0, a Monopoli, a Barcellona Pozzo di Gotto e a Catanzaro) e qualche sconfitta (1-0 a Scafati e 1-0 in casa contro il Cassino), intervallate dalla vittoria interna sull'Andria (1-0, con gol di Catania). Il 10 maggio 2009, alla penultima giornata, il Cosenza Calcio 1914 è promosso dopo un pareggio casalingo (1-1) contro il Melfi con gol rossoblù di Polani. È un traguardo storico per il Cosenza che in passato non aveva mai ottenuto due promozioni consecutive. L'ultima gara di campionato si conclude con un pareggio (1-1, rete di Catania) sul campo del Pescina, quarta forza del girone. La classifica finale vede la squadra di Mimmo Toscano chiudere al primo posto con 67 punti, miglior punteggio di tutta la Lega Pro. Sono 39 le reti realizzate, mentre sono 16 quelle subite che ne fanno la migliore difesa del girone nonché la meno perforata di tutti i campionati professionistici della stagione. La media spettatori è stata di 3.815 mentre gli abbonati sono stati  550. Al termine del campionato, il Cosenza affronta la Supercoppa alla quale prendono parte le altre due vincitrici dei due gironi di Seconda divisione: il Varese (A) e il Figline (B). Alla prima giornata i rossoblù riposano, mentre finisce in parità (2-2) la partita Varese-Figline. Al secondo turno debutta il Cosenza che perde in casa (1-2) contro il Varese. Alla rete iniziale di Danti, rispondono nella ripresa Milanese e Grossi per i lombardi. Nella terza e ultima giornata, con il Cosenza ormai tagliato fuori, il Figline vince 3-0 sulla squadra di Mimmo Toscano (in gol Chiesa, Frediani e ancora Chiesa su rigore) e conquista il trofeo.

## Divise e sponsor

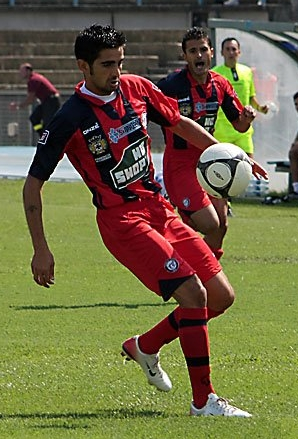
Divisa 2008-2009
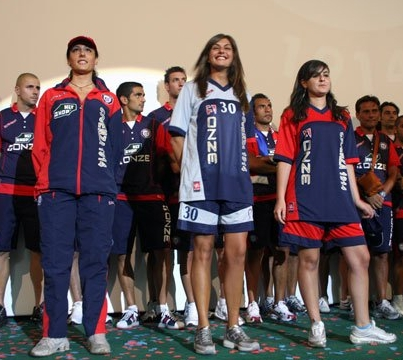
Divise allenamento stagione 2008 - 2009
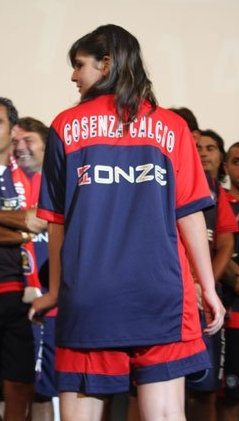
Retro prima maglia d'allenamento
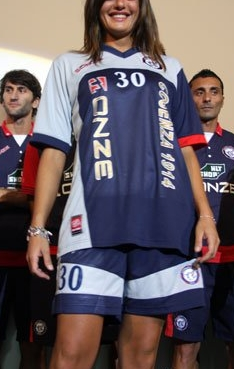
Seconda maglia d'allenamento
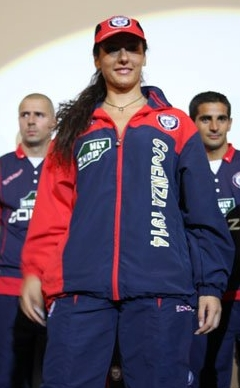
Tuta

## Organigramma societario
Area direttiva
- Presidente: Damiano Paletta
- Direttore generale: Massimiliano Mirabelli
- Amministratore delegato: Giuseppe Chianello

Area organizzativa
- Segretario generale: Giuseppe Mangiarano
- Team Manager: Luca Altomare
- Magazzinieri: Renato Madia, Umberto Vommaro, Destan Mata

Area tecnica
- Allenatore: Domenico Toscano
- Allenatore in seconda: Michele Napoli
- Preparatore dei portieri: Michele Gerace
- Preparatori atletici: Michele Bruni, Roberto Bruni

Area sanitaria
- Responsabile: Pino Canonaco, Antonio Cupelli
- Massaggiatore: Felice Arieta, Ercole Donato

## Rosa
| N. |                   | Ruolo | Calciatore             |
| -- | ----------------- | ----- | ---------------------- |
|    | Italia (bandiera) | P     | Stefano Ambrosi        |
|    | Italia (bandiera) | P     | Andrea Cosenza         |
|    | Italia (bandiera) | P     | Massimiliano Guizzetti |
|    | Italia (bandiera) | D     | Calisto Bacilieri      |
|    | Italia (bandiera) | D     | Errico Braca           |
|    | Italia (bandiera) | D     | Luca Chianello         |
|    | Italia (bandiera) | D     | Antonio De Miglio      |
|    | Italia (bandiera) | D     | Massimo Morelli        |
|    | Italia (bandiera) | D     | Ivan Carmelo Moschella |
|    | Italia (bandiera) | D     | Aniello Parisi         |
|    | Italia (bandiera) | D     | Giovanni Zangaro       |
|    | Italia (bandiera) | C     | Raffaele Battisti      |
|    | Italia (bandiera) | C     | Alessandro Bernardi    |
|    | Italia (bandiera) | C     | Alen Carli             |

| N. |                      | Ruolo | Calciatore                |
| -- | -------------------- | ----- | ------------------------- |
|    | Italia (bandiera)    | C     | Francesco De Rose         |
|    | Italia (bandiera)    | C     | Domenico Fabio            |
|    | Italia (bandiera)    | C     | Francesco Mortelliti      |
|    | Italia (bandiera)    | C     | Andrea Musacco            |
|    | Italia (bandiera)    | C     | Roberto Occhiuzzi         |
|    | Italia (bandiera)    | C     | Antonino Profeta          |
|    | Argentina (bandiera) | C     | Fernando Horacio Spinelli |
|    | Italia (bandiera)    | C     | Stefano Vallone           |
|    | Italia (bandiera)    | A     | Domenico Danti            |
|    | Argentina (bandiera) | A     | Lucas Cantoro             |
|    | Italia (bandiera)    | A     | Emanuele Catania          |
|    | Italia (bandiera)    | A     | Alessio Galantucci        |
|    | Italia (bandiera)    | A     | Enrico Polani             |
|    | Italia (bandiera)    | A     | Paolo Ramora              |

## Calciomercato

### Sessione estiva(dall'1/7 al 31/8)
Il mercato estivo condotto dal Cosenza inizia con la cessione del bomber Vincenzo Cosa al Siracusa, in Serie D. In compenso arrivano in squadra tre punte: Enrico Polani (Benevento), Alessio Galantucci (Vibonese) e l'argentino Lucas Cantoro (Paganese), oltre ad altri rinforzi come Errico Braca (Sorrento), Emanuele Catania (Andria), Andrea Musacco (Scafatese), Antonino Profeta (Siracusa), Alen Carli (Itala S. Marco), il giovane portiere Massimiliano Guizzetti (Brescia) e l'altro argentino Fernando Horacio Spinelli (Andria).
| Acquisti | Acquisti                  | Acquisti        | Acquisti   |
| R.       | Nome                      | da              | Modalità   |
| -------- | ------------------------- | --------------- | ---------- |
| P        | Massimiliano Guizzetti    | Brescia         | definitivo |
| D        | Errico Braca              | Sorrento        | definitivo |
| D        | Stefano Vallone           | Crotone         | definitivo |
| C        | Alen Carli                | Itala San Marco | definitivo |
| C        | Emmanuele Catania         | Fidelis Andria  | definitivo |
| C        | Andrea Musacco            | Scafatese       | definitivo |
| C        | Antonino Profeta          | Catania         | definitivo |
| C        | Fernando Horacio Spinelli | Fidelis Andria  | definitivo |
| A        | Enrico Polani             | Benevento       | definitivo |
| A        | Alessio Galantucci        | Vibonese        | definitivo |
| A        | Lucas Cantoro             | Paganese        | definitivo |

| Cessioni | Cessioni           | Cessioni  | Cessioni   |
| R.       | Nome               | a         | Modalità   |
| -------- | ------------------ | --------- | ---------- |
| P        | Alessandro Ambrosi | Viterbese | definitivo |
| P        | Vincenzo Cosa      | Siracusa  | definitivo |
| D        | Roberto Novello    | Rovigo    | definitivo |

### Operazioni esterne alle sessioni
| Acquisti | Acquisti | Acquisti | Acquisti |
| R.       | Nome     | da       | Modalità |
| -------- | -------- | -------- | -------- |

| Cessioni | Cessioni        | Cessioni | Cessioni   |
| R.       | Nome            | a        | Modalità   |
| -------- | --------------- | -------- | ---------- |
| D        | Stefano Vallone | Melfi    | definitivo |

### Sessione invernale(dal 4/1 al 31/1)
Il mercato invernale allontana alcuni acquisti della sessione estiva. Vanno via Carli, Spinelli, Cantoro, Bacilieri e De Miglio. In arrivo ci sono Raffaele Battisti dal Gela (incontrista), Francesco Mortelliti dal Portogruaro (trequartista) e Paolo Ramora dalla Scafatese (laterale destro).
| Acquisti | Acquisti             | Acquisti    | Acquisti   |
| R.       | Nome                 | da          | Modalità   |
| -------- | -------------------- | ----------- | ---------- |
| C        | Francesco Mortelliti | Portogruaro | definitivo |
| C        | Raffaele Battisti    | Gela        | definitivo |
| A        | Paolo Ramora         | Scafatese   | definitivo |

| Cessioni | Cessioni                  | Cessioni        | Cessioni   |
| R.       | Nome                      | a               | Modalità   |
| -------- | ------------------------- | --------------- | ---------- |
| D        | Calisto Bacilieri         | Scafatese       | definitivo |
| C        | Alen Carli                | Itala San Marco | definitivo |
| C        | Fernando Horacio Spinelli | Taranto         | definitivo |
| A        | Lucas Cantoro             | Potenza         | definitivo |

## Risultati

### Lega Pro Seconda Divisione

#### Girone di andata
| 31 agosto 2008 1ª giornata                              | Cosenza   | 1 – 0 | Barletta |  |
| \| \| \| \| \| Galantucci 66’ (rig.) \| Marcatori \| \| |           |       |          |  |
|                                                         |           |       |          |  |
| Galantucci 66’ (rig.)                                   | Marcatori |       |          |  |

| 7 settembre 2008 2ª giornata                                                  | Vibonese  | 1 – 2                        | Cosenza |  |
| \| \| \| \| \| Di Mauro 45+3’ \| Marcatori \| 85’ Galantucci 86’ Moschella \| |           |                              |         |  |
|                                                                               |           |                              |         |  |
| Di Mauro 45+3’                                                                | Marcatori | 85’ Galantucci 86’ Moschella |         |  |

| 14 settembre 2008 3ª giornata                    | Cosenza   | 1 – 0 | Vigor Lamezia |  |
| \| \| \| \| \| Galantucci 54’ \| Marcatori \| \| |           |       |               |  |
|                                                  |           |       |               |  |
| Galantucci 54’                                   | Marcatori |       |               |  |

| 21 settembre 2008 4ª giornata                 | Manfredonia | 0 – 1       | Cosenza |  |
| \| \| \| \| \| \| Marcatori \| 62’ Cantoro \| |             |             |         |  |
|                                               |             |             |         |  |
|                                               | Marcatori   | 62’ Cantoro |         |  |

| 28 settembre 2008 5ª giornata                   | Isola Liri | 0 – 1         | Cosenza |  |
| \| \| \| \| \| \| Marcatori \| 57’ Occhiuzzi \| |            |               |         |  |
|                                                 |            |               |         |  |
|                                                 | Marcatori  | 57’ Occhiuzzi |         |  |

| 5 ottobre 2008 6ª giornata                            | Cosenza   | 2 – 0 | Val di Sangro |  |
| \| \| \| \| \| Galantucci 12’, 80’ \| Marcatori \| \| |           |       |               |  |
|                                                       |           |       |               |  |
| Galantucci 12’, 80’                                   | Marcatori |       |               |  |

| 12 ottobre 2008 7ª giornata                     | Noicattaro | 1 – 0 | Cosenza |  |
| \| \| \| \| \| De Giorgi 32’ \| Marcatori \| \| |            |       |         |  |
|                                                 |            |       |         |  |
| De Giorgi 32’                                   | Marcatori  |       |         |  |

| 19 ottobre 2008 8ª giornata                                  | Cosenza   | 2 – 1      | Aversa Normanna |  |
| \| \| \| \| \| Polani 10’, 41’ \| Marcatori \| 55’ Romano \| |           |            |                 |  |
|                                                              |           |            |                 |  |
| Polani 10’, 41’                                              | Marcatori | 55’ Romano |                 |  |

| 26 ottobre 2008 9ª giornata                     | Gela      | 1 – 0 | Cosenza |  |
| \| \| \| \| \| Battisiti 28’ \| Marcatori \| \| |           |       |         |  |
|                                                 |           |       |         |  |
| Battisiti 28’                                   | Marcatori |       |         |  |

| 2 novembre 2008 10ª giornata                                  | Cosenza   | 2 – 1   | Scafatese |  |
| \| \| \| \| \| Danti 57’ Braca 59’ \| Marcatori \| 5’ Izzo \| |           |         |           |  |
|                                                               |           |         |           |  |
| Danti 57’ Braca 59’                                           | Marcatori | 5’ Izzo |           |  |

| 9 novembre 2008 11ª giornata                 | Cosenza   | 1 – 0 | Igea Virtus |  |
| \| \| \| \| \| Polani 77’ \| Marcatori \| \| |           |       |             |  |
|                                              |           |       |             |  |
| Polani 77’                                   | Marcatori |       |             |  |

| 16 novembre 2008 12ª giornata                               | Andria BAT | 1 – 1       | Cosenza |  |
| \| \| \| \| \| Menichini 30’ \| Marcatori \| 50’ Catania \| |            |             |         |  |
|                                                             |            |             |         |  |
| Menichini 30’                                               | Marcatori  | 50’ Catania |         |  |

| 23 novembre 2008 13ª giornata                               | Cosenza   | 1 – 1          | Monopoli |  |
| \| \| \| \| \| Parisi 15’ \| Marcatori \| 13’ Ceccarelli \| |           |                |          |  |
|                                                             |           |                |          |  |
| Parisi 15’                                                  | Marcatori | 13’ Ceccarelli |          |  |

| 30 novembre 2008 14ª giornata                             | Cassino   | 0 – 2                   | Cosenza |  |
| \| \| \| \| \| \| Marcatori \| 37’ Danti 90+1’ Cantoro \| |           |                         |         |  |
|                                                           |           |                         |         |  |
|                                                           | Marcatori | 37’ Danti 90+1’ Cantoro |         |  |

| 7 dicembre 2008 15ª giornata | Cosenza | 0 – 0 | Catanzaro |  |

| 14 dicembre 2008 16ª giornata                                    | Melfi     | 1 – 2                | Cosenza |  |
| \| \| \| \| \| Merini 3’ \| Marcatori \| 59’ Braca 61’ Polani \| |           |                      |         |  |
|                                                                  |           |                      |         |  |
| Merini 3’                                                        | Marcatori | 59’ Braca 61’ Polani |         |  |

| 21 dicembre 2008 17ª giornata                                     | Cosenza   | 1 – 1        | Pescina VG |  |
| \| \| \| \| \| Cantoro 89’ (rig.) \| Marcatori \| 56’ Arcamone \| |           |              |            |  |
|                                                                   |           |              |            |  |
| Cantoro 89’ (rig.)                                                | Marcatori | 56’ Arcamone |            |  |

#### Girone di ritorno
| 11 gennaio 2009 18ª giornata                                       | Barletta  | 1 – 2                    | Cosenza |  |
| \| \| \| \| \| Ike 43’ \| Marcatori \| 51’ Braca 87’ Mortelliti \| |           |                          |         |  |
|                                                                    |           |                          |         |  |
| Ike 43’                                                            | Marcatori | 51’ Braca 87’ Mortelliti |         |  |

| 18 gennaio 2009 19ª giornata                                  | Cosenza   | 2 – 0 | Vibonese |  |
| \| \| \| \| \| Battisti 53’ Mortelliti 63’ \| Marcatori \| \| |           |       |          |  |
|                                                               |           |       |          |  |
| Battisti 53’ Mortelliti 63’                                   | Marcatori |       |          |  |

| 25 gennaio 2009 20ª giornata                                 | Vigor Lamezia | 0 – 2                      | Cosenza |  |
| \| \| \| \| \| \| Marcatori \| 12’ Mortelliti 87’ Catania \| |               |                            |         |  |
|                                                              |               |                            |         |  |
|                                                              | Marcatori     | 12’ Mortelliti 87’ Catania |         |  |

| 1º febbraio 2009 21ª giornata                                 | Cosenza   | 2 – 0 | Manfredonia |  |
| \| \| \| \| \| Mortelliti 42’ Bernardi 52’ \| Marcatori \| \| |           |       |             |  |
|                                                               |           |       |             |  |
| Mortelliti 42’ Bernardi 52’                                   | Marcatori |       |             |  |

| 15 febbraio 2009 22ª giornata | Cosenza | 0 – 0 | Isola Liri |  |

| 22 febbraio 2009 23ª giornata               | Val di Sangro | 1 – 0 | Cosenza |  |
| \| \| \| \| \| Memmo 71’ \| Marcatori \| \| |               |       |         |  |
|                                             |               |       |         |  |
| Memmo 71’                                   | Marcatori     |       |         |  |

| 1º marzo 2009 24ª giornata                                                       | Cosenza   | 3 – 1    | Noicattaro |  |
| \| \| \| \| \| Moschella 8’ Catania 64’ Battisti 70’ \| Marcatori \| 15’ Rana \| |           |          |            |  |
|                                                                                  |           |          |            |  |
| Moschella 8’ Catania 64’ Battisti 70’                                            | Marcatori | 15’ Rana |            |  |

| 8 marzo 2009 25ª giornata                                  | Aversa Normanna | 0 – 2                    | Cosenza |  |
| \| \| \| \| \| \| Marcatori \| 52’ Danti 74’ Mortelliti \| |                 |                          |         |  |
|                                                            |                 |                          |         |  |
|                                                            | Marcatori       | 52’ Danti 74’ Mortelliti |         |  |

| 15 marzo 2009 26ª giornata                                          | Cosenza   | 3 – 0 | Gela |  |
| \| \| \| \| \| Polani 11’ Danti 51’ Battisti 75’ \| Marcatori \| \| |           |       |      |  |
|                                                                     |           |       |      |  |
| Polani 11’ Danti 51’ Battisti 75’                                   | Marcatori |       |      |  |

| 29 marzo 2009 27ª giornata                 | Scafatese | 1 – 0 | Cosenza |  |
| \| \| \| \| \| Izzo 20’ \| Marcatori \| \| |           |       |         |  |
|                                            |           |       |         |  |
| Izzo 20’                                   | Marcatori |       |         |  |

| 5 aprile 2009 28ª giornata | Igea Virtus | 0 – 0 | Cosenza |  |

| 11 aprile 2009 29ª giornata                   | Cosenza   | 1 – 0 | Andria BAT |  |
| \| \| \| \| \| Catania 20’ \| Marcatori \| \| |           |       |            |  |
|                                               |           |       |            |  |
| Catania 20’                                   | Marcatori |       |            |  |

| 19 aprile 2009 30ª giornata | Monopoli | 0 – 0 | Cosenza |  |

| 26 aprile 2009 31ª giornata                   | Cosenza   | 0 – 1       | Cassino |  |
| \| \| \| \| \| \| Marcatori \| 52’ Morello \| |           |             |         |  |
|                                               |           |             |         |  |
|                                               | Marcatori | 52’ Morello |         |  |

| 3 maggio 2009 32ª giornata | Catanzaro | 0 – 0 | Cosenza |  |

| 10 maggio 2009 33ª giornata                                        | Cosenza   | 1 – 1                 | Melfi |  |
| \| \| \| \| \| Polani 31’ \| Marcatori \| 75’ (rig.) De Angelis \| |           |                       |       |  |
|                                                                    |           |                       |       |  |
| Polani 31’                                                         | Marcatori | 75’ (rig.) De Angelis |       |  |

| 17 maggio 2009 34ª giornata                                      | Pescina VG | 1 – 1       | Cosenza |  |
| \| \| \| \| \| Bettini 35’ (rig.) \| Marcatori \| 26’ Catania \| |            |             |         |  |
|                                                                  |            |             |         |  |
| Bettini 35’ (rig.)                                               | Marcatori  | 26’ Catania |         |  |

### Coppa Italia Lega Pro

#### Fase a gironi
| 17 agosto 2008 1ª giornata                               | Paganese  | 2 – 0 | Cosenza |  |
| \| \| \| \| \| Di Cosmo 43’ Tisci 90’ \| Marcatori \| \| |           |       |         |  |
|                                                          |           |       |         |  |
| Di Cosmo 43’ Tisci 90’                                   | Marcatori |       |         |  |

| 20 agosto 2008 2ª giornata                                                    | Cosenza   | 3 – 1        | Savoia |  |
| \| \| \| \| \| Galantucci 45’ Polani 54’, 86’ \| Marcatori \| 40’ Marzullo \| |           |              |        |  |
|                                                                               |           |              |        |  |
| Galantucci 45’ Polani 54’, 86’                                                | Marcatori | 40’ Marzullo |        |  |

| 24 agosto 2008 3ª giornata                                                       | Potenza   | 1 – 4                                     | Cosenza |  |
| \| \| \| \| \| ? ?’ \| Marcatori \| 21’, 44’ Danti 63’ (rig.), 81’ Galantucci \| |           |                                           |         |  |
|                                                                                  |           |                                           |         |  |
| ? ?’                                                                             | Marcatori | 21’, 44’ Danti 63’ (rig.), 81’ Galantucci |         |  |

| 3 settembre 2008 5ª giornata                                                                      | Cosenza   | 5 – 0 | Scafatese |  |
| \| \| \| \| \| Danti 10’ Occhiuzzi 20’ Zangaro 30’ Moschella 40’ Zicarelli 60’ \| Marcatori \| \| |           |       |           |  |
|                                                                                                   |           |       |           |  |
| Danti 10’ Occhiuzzi 20’ Zangaro 30’ Moschella 40’ Zicarelli 60’                                   | Marcatori |       |           |  |

#### Prima fase ad eliminazione diretta
| 8 ottobre 2008, ore 15:00 Primo turno | Cosenza   | 0 – 1 | Gela |  |
| \| \| \| \| \| \| Marcatori \| ?’ \|  |           |       |      |  |
|                                       |           |       |      |  |
|                                       | Marcatori | ?’    |      |  |

## Statistiche

### Statistiche di squadra
| Competizione               | Punti | In casa | In casa | In casa | In casa | In casa | In casa | In trasferta | In trasferta | In trasferta | In trasferta | In trasferta | In trasferta | Totale | Totale | Totale | Totale | Totale | Totale | DR  |
| Competizione               | Punti | G       | V       | N       | P       | Gf      | Gs      | G            | V            | N            | P            | Gf           | Gs           | G      | V      | N      | P      | Gf     | Gs     | DR  |
| -------------------------- | ----- | ------- | ------- | ------- | ------- | ------- | ------- | ------------ | ------------ | ------------ | ------------ | ------------ | ------------ | ------ | ------ | ------ | ------ | ------ | ------ | --- |
| Lega Pro Seconda Divisione | 67    | 17      | 11      | 5       | 1       | 23      | 7       | 17           | 8            | 5            | 4            | 16           | 9            | 34     | 19     | 10     | 5      | 39     | 16     | +23 |
| Coppa Italia Lega Pro      | 9     | 3       | 2       | 0       | 1       | 8       | 2       | 2            | 1            | 0            | 1            | 4            | 3            | 5      | 3      | 0      | 2      | 12     | 5      | +7  |
| Totale                     | -     | 20      | 13      | 5       | 2       | 31      | 9       | 19           | 9            | 5            | 5            | 20           | 12           | 39     | 22     | 10     | 7      | 51     | 21     | +30 |

### Statistiche
| Giocatore  | Lega Pro Seconda Divisione | Lega Pro Seconda Divisione | Lega Pro Seconda Divisione | Lega Pro Seconda Divisione | Coppa Italia Lega Pro | Coppa Italia Lega Pro | Coppa Italia Lega Pro | Coppa Italia Lega Pro |
| ---------- | -------------------------- | -------------------------- | -------------------------- | -------------------------- | --------------------- | --------------------- | --------------------- | --------------------- |
|            | Pres                       | Gol                        | Am                         | Esp                        | Pres                  | Gol                   | Am                    | Esp                   |
| Ambrosi    | 1                          | 0                          | 0                          | 0                          | 4                     | 0                     | 0                     | 0                     |
| Bacilieri  | 1                          | 0                          | 1                          | 0                          | 2                     | 0                     | 0                     | 0                     |
| Battisti   | 0                          | 3                          | 1                          | 0                          | 0                     | 0                     | 0                     | 0                     |
| Bernardi   | 1                          | 1                          | 1                          | 0                          | 2                     | 0                     | 0                     | 0                     |
| Braca      | 1                          | 3                          | 1                          | 0                          | 2                     | 0                     | 0                     | 0                     |
| Cantoro    | 12                         | 3                          | -                          | -                          | -                     | 0                     | -                     | -                     |
| Carli      | -                          | -                          | -                          | -                          | 1                     | 0                     | 0                     | 0                     |
| Catania    | 1                          | 4                          | 1                          | 0                          | 3                     | 0                     | 1                     | 1                     |
| Chianello  | 0                          | 0                          | 0                          | 0                          | 2                     | 0                     | 0                     | 0                     |
| Cosenza    | 0                          | 0                          | 0                          | 0                          | 2                     | 0                     | 0                     | 0                     |
| Danti      | -                          | 4                          | -                          | -                          | 2                     | 1                     | 0                     | 0                     |
| De Miglio  | 1                          | 0                          | 0                          | 0                          | 2                     | 0                     | 0                     | 0                     |
| De Rose    | -                          | -                          | -                          | -                          | 3                     | 0                     | 0                     | 0                     |
| Fabio      | 0                          | 0                          | 0                          | 0                          | 1                     | 1                     | 0                     | 0                     |
| Galantucci | 7                          | 6                          | -                          | -                          | 3                     | 1                     | 2                     | 0                     |
| Guizzetti  | -                          | -                          | -                          | -                          | -                     | -                     | -                     | -                     |
| Morelli    | 1                          | 0                          | 0                          | 0                          | 4                     | 0                     | 1                     | 0                     |
| Mortelliti | 0                          | 5                          | 0                          | 0                          | 0                     | 0                     | 0                     | 0                     |
| Moschella  | 1                          | 1                          | 0                          | 0                          | 3                     | 1 (1)                 | 0                     | 0                     |
| Musacco    | -                          | -                          | -                          | -                          | -                     | -                     | -                     | -                     |
| Occhiuzzi  | 1                          | 1                          | 0                          | 0                          | 1                     | 0                     | 0                     | 0                     |
| Parisi     | 1                          | 1                          | 1                          | 0                          | 3                     | -3                    | 0                     | 0                     |
| Polani     | 2                          | 5                          | 0                          | 0                          | 4                     | 0                     | 2                     | 0                     |
| Profeta    | -                          | -                          | -                          | -                          | -                     | -                     | -                     | -                     |
| Ramora     | -                          | -                          | -                          | -                          | -                     | -                     | -                     | -                     |
| Spinelli   | 1                          | 0                          | 0                          | 0                          | 3                     | 0                     | 0                     | 0                     |
| Vallone    | 1                          | 0                          | 0                          | 0                          | 3                     | 1                     | 1                     | 0                     |
| Zangaro    | 0                          | 0                          | 0                          | 0                          | 3                     | 0                     | 0                     | 0                     |